# 樂天國際商業銀行
樂天國際商業銀行，為臺灣首批開業的純網路銀行之一。

## 發展歷史
- 2019年7月30日，取得金管會純網路銀行審查會之許可[3]。
- 2020年6月，開始營運模擬測試、7月申請營業執照[4]。
- 2020年12月8日，樂天銀行獲首張純網銀營業執照[5]，開始試營運。
- 2021年1月19日，正式對外營運[6][7]。
- 2023年6月，與基富通合作一鍵開戶立基金買賣帳戶，創金管會發布「金融機構資料共享指引」下銀行業與基金平台跨業合作首例[8]。

## 外部連結
- 樂天國際銀行 （页面存档备份，存于）